# ار سي ان نوفيلاس
ار سي ان نوفيلاس (بالإنجليزية: RCN Novelas)‏،هي قناة تلفزيونية كولومبية تقدم خدماتها باشتراك مدفوع، تتبع منظمة ادريليا ليلي، بدأت بالبث في  27 أغسطس 2009.

## تاريخ
بدأت قناة ار سي ان نوفيلاس في البث التجريبي في الخامس من أغسطس 2009 ، وبثت بشكل رسمي في  27 من أغسطس من العام نفسه تحت اسم تلفزيون ار سي ان، وفي نوفمبر 2013 غيرت القناة اسمها إلى الاسم الحالي، وتوسع نطاق بثها في ديسمبر من العام ذاته لتشمل جميع أرجاء أمريكا اللاتينية. 
في 2 أكتوبر 2014 ، وصلت إشارة بثها إلى الولايات المتحدة .وفي 1 يوليو 2015 أخذت القناة حقوقاً للمحتوى جديدة من بينها مسلسلات جديدة، وفي أغسطس 2016، غيرت القناة مقاس عرض شاشتها من 4:3 إلى 16:9.
وفي أغسطس 2017 ، قامت اللجنة الوطنية للاتصالات السلكية واللاسلكية الفنزويلية بمراقبة العديد من القنوات الكولومبية  بما في ذلك ار سي ان نوفيلاس، ما دفعها بالتنديد مما أسمته بـ"الانتهاكات الخطيرة لحرية الصحافة والتعبير في فنزويلا".
في 16 أكتوبر 2017 ، وصلت القناة إلى الجمهور ذو الأصول الإسبانية في الولايات المتحدة من خلال الكابل "اوبتيمم". وفي أغسطس 2018، غيرت القناة هويتها البصرية. 

## برامجها
تعتمد برامج قناة ار سي ان نوفيلاس على المسلسلات، والبرامج الترفيهية العائلية والبرامج الدرامية التي تنتجها شبكة تلفزيون ار سي ان.